# Albert Fraenkel (1864-1938)
Julius Albert Fraenkel (Neustadt an der Weinstraße, 3 giugno 1864 – Heidelberg, 22 dicembre 1938) è stato un medico tedesco.
Stabilì lo Streptococcus pneumoniae come causa di polmonite batterica e ha promosso la ouabaina per via endovenosa per l'insufficienza cardiaca. L'Albert-Fraenkel-Plakette (premio Albert Fraenkel) viene assegnato ai cardiologi di lingua tedesca.

## Biografia
Nacque nel 1864 a Mußbach an der Weinstraße, Albert era figlio di un mercante ebreo. Studiò medicina a Monaco e Strasburgo (allora città tedesca di Straßburg) negli anni ottanta del XIX secolo. Inizialmente studiò medicina interna e ostetricia, ma si dedicò allo studio delle malattie dei polmoni dopo aver sofferto di tubercolosi. Stabilì un sanatorio per la tubercolosi a Badenweiler nella Foresta Nera. Fraenkel ha anche usato per la prima volta ls g-Strophanthin nell'insufficienza cardiaca, una pratica che continua ad essere sostenuta da alcuni praticanti in Germania.
La vita successiva di Fraenkel fu rovinata dall'ascesa al potere di Adolf Hitler in Germania. Fu privato della sua posizione di professore a Heidelberg nel 1933 e la sua licenza di medico fu revocata nel 1938, tre mesi prima della sua morte.